# Fenakit

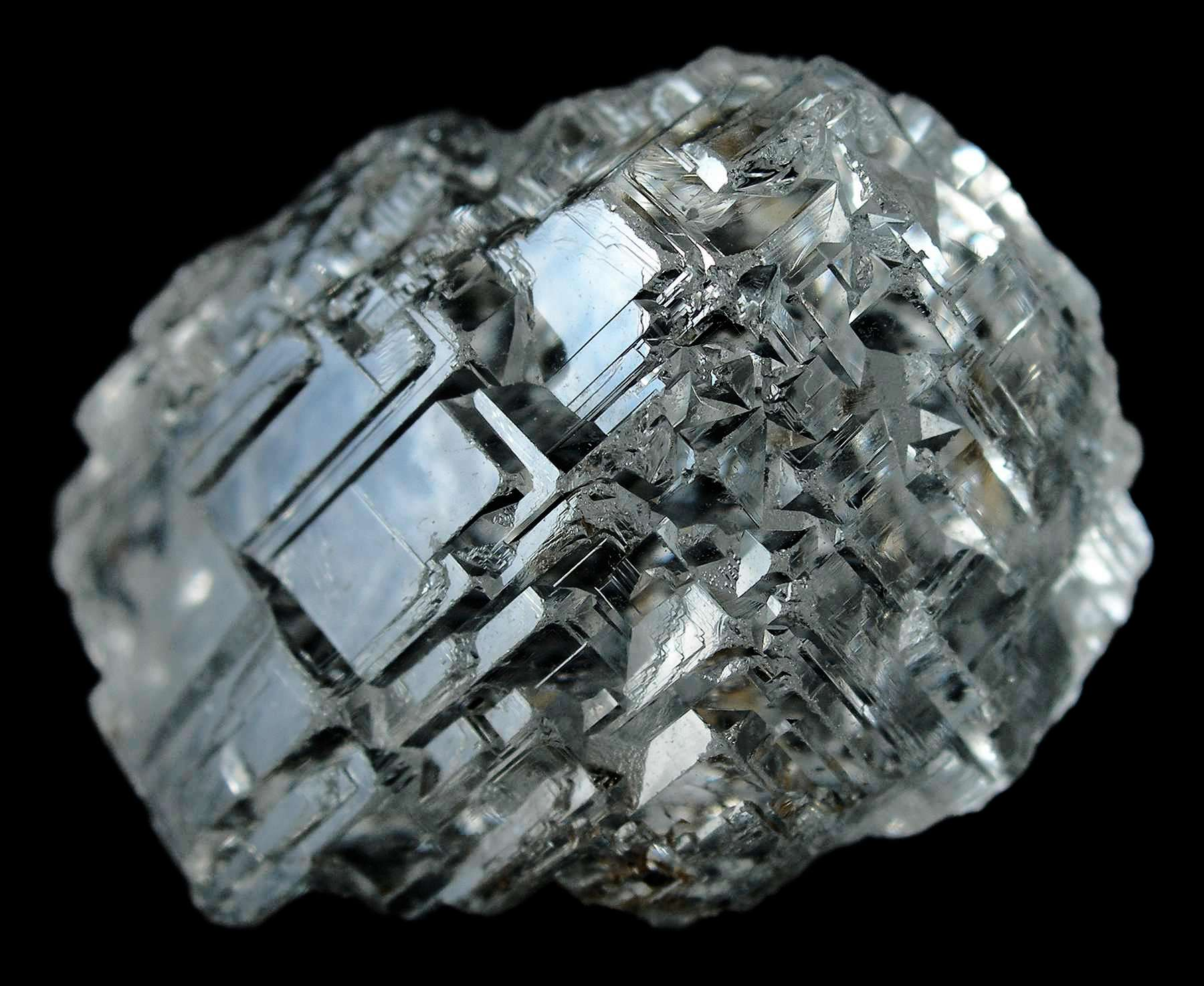
Tabliczkowe kryształy fenakitu

Fenakit (ang. phenakite) – rzadki minerał z gromady krzemianów. Nazwa pochodzi od greckiego słowa phenax = oszust, zwodziciel, kłamca, ponieważ minerał wykazuje duże podobieństwo do kwarcu, z którym jest mylony.

## Właściwości
Tworzy kryształy izomorficzne, krótkosłupowe, tabliczkowe. Przyjmuje postać romboedru lub słupa pseudoheksagonalnego, poprzecznie prążkowanego. Występuje w skupieniach ziarnistych, włóknistych, w formie kryształów narosłych, tworzących szczotki krystaliczne. Często tworzy zbliźniaczenia. Jest kruchy, przezroczysty, izometryczny z willemitem.
Fenakit jest przezroczysty do nieprzeświecającego, o szklistym, a rzadziej tłustym połysku. Zwykle przyjmuje barwę białą, żółtą lub jest bezbarwny. Może być również różowy, czerwonawy, jasnobrunatny lub zielonkawoniebieski. Charakterystyczną cechą fenakitu jest nietrwałość zabarwienia, która znika pod wpływem promieni słonecznych. W zakresie promieniowania ultrafioletowego wykazuje bladozielonkawą lub niebieską luminescencje. Mogą występować inkluzje łyszczyków.

### Występowanie
Występuje w pegmatytach, utworach pneumatolitycznych, hydrotermalnych, granitach. Bywa spotykany w skałach metamorficznych i skałach osadowych. Współwystępuje z: berylem, chryzoberylem, topazem, kwarcem.
Miejsca występowania: Austria – w Habachtal (duże kryształy do 8 cm), Rosja – na Uralu (różowe i czerwonawe kryształy o długości około 18 cm).
Żółte i jasnoczerwone kryształy pochodzą z Brazylii – Minas Gerais, San Miquel oraz Meksyku. Także: USA – Kolorado, Maine, New Hampshire, Birma, Tanzania – Usugara, Madagaskar, Namibia, Norwegia i Sri Lanka.
W Polsce – stwierdzono jedynie w druzach pegmatytów granitowych masywu Strzegom-Sobótka na Dolnym Śląsku (kryształy ok. 1 cm).

### Zastosowanie
- bardzo wysoko ceniony unikat kolekcjonerski[2][1],
- niektóre kryształy mają wartość jubilerską (kamienie szlachetne) – najbardziej cenne są kryształy przezroczyste o wyrazistej jasnoróżowej, jasnożółtej lub zielononiebieskiej barwie. Nadaje się im szlif fasetkowy[2][1].

## Historia
Opisany już w roku 1833.